# Közösség tagja elleni erőszak
A büntetőjogban a közösség tagja elleni erőszak az emberi méltóság és az egyes alapvető jogok elleni bűncselekmények közé tartozik. 
A magyar Büntető Törvénykönyv szerint közösség tagja elleni erőszak bűntettét követi el, aki mást valamely nemzeti, etnikai, faji, vallási csoporthoz tartozása, vagy a lakosság egyes csoportjaihoz tartozása vagy vélt tartozása, különösen szexuális irányultsága, nemi identitása, fogyatékossága miatt bántalmaz, illetőleg erőszakkal vagy fenyegetéssel arra kényszerít, hogy valamit tegyen, ne tegyen vagy eltűrjön, továbbá aki más e tulajdonságai miatt olyan, kihívóan közösségellenes magatartást tanúsít, amely alkalmas arra, hogy e tulajdonsággal rendelkező csoport tagjaiban riadalmat keltsen.

## Elkövetési mód
A bűncselekményt erőszakkal, illetve fenyegetéssel lehet elkövetni. 
Az erőszak a sértettre irányuló ellenséges célzatú fizikai ráhatás.
A fenyegetés olyan súlyos hátrány kilátásba helyezése, amely alkalmas arra, hogy a megfenyegetettben komoly félelmet keltsen. 

## Passzív alany
A bűncselekmény sértettje valamely nemzeti, etnikai, faji, vallási vagy a lakosság egyes csoportjaihoz tartozó vagy ahhoz tartozni vélt személy lehet. 

## Stádiumtan
A közösség tagja elleni erőszak előkészülete is büntetendő.

## Minősített esetei
- fegyveres elkövetés
- felfegyverkezve elkövetés
- jelentős érdeksérelem okozása
- a sértett sanyargatása
- csoportos elkövetés
- bűnszövetségben elkövetés

## Lásd még
- Gyűlölet-bűncselekmény